# Бърз или мъртъв
„ Бърз или мъртъв“ (на английски: The Quick and the Dead) е американски уестърн от 1995 година на режисьора Сам Райми.

## Сюжет
Внимание:  Текстът по-долу разкрива сюжета на произведението (или части от него)!
През 1881 г. каубойката „Лейди“ пристига в малък град в Дивия Запад, за да участва в турнир по стрелба. Градът се управлява от Джон Ирод, който провежда „кървав турнир“ според следните правила: всеки участник може да предизвика всеки друг на дуел, нито един участник не може да бъде отхвърлен, всеки участник трябва да се бие веднъж на ден и дуелът продължава, докато състезателят се откаже или умре. Паричната награда в турнира е огромна – 130 000 долара.
По време на регистрацията на „Лейди“, привържениците на Джон Ирод пристигат водейки вързан Корт – бивш член на тяхната банда, който се е отказал от насилието и е станал проповедник. Ирод принуждава Корт да участва в турнира. Другите участници в турнира са бандити и убийци от различни краища на страната и дори от чужбина. Освен тях в кървавото състезание участва и красавецът на града, млад човек на име „Хлапето“, който е извънбрачен син на Ирод. „Хлапето“ постоянно се хвали, че е най-бързият стрелец, който в крайна сметка ще заеме мястото на Ирод. В първия рунд Ирод, „Хлапето“ и „Лейди“ лесно побеждават опонентите си. Преди втория рунд Ирод се среща с Клей Кантрел – професионален стрелец, нает от жителите на града, за да го убие. Ядосаният Ирод убива Кантрел и обявява, че всички дуели вече са до смърт. „Хлапето“ печели втората си битка, а „Лейди“ убива един от участниците – Юджийн Дред, подъл педофил, без организиран дуел. Това е първото убийство в живота на момичето и тя, дълбоко разстроена, напуска града. Док Уолъс намира „Лейди“ в гробището и ѝ казва, че знае нейната история.
Оказва се, че истинското име на „Лейди“ е Елън. Баща ѝ е бил шериф в града, а бандата на Ирод са виновни за смъртта му. Ирод дал на Елън (тогава малко момиче) пистолет с три патрона, за да простреля въжето, на което виси баща ѝ, но тя случайно убива баща си и след това бяга от града. Док подава на Елън старата значка на баща ѝ и я моли да помогне да се освободи градът от Ирод.
Елън се връща в града и убеждава Корт да ѝ помогне да победи Ирод. Елън предизвиква Ирод, но той вече е приел предизвикателството на „Хлапето“. Ирод убеждава сина си да откаже дуела, но младият човекът уверено отказва. „Хлапето“ ранява Ирод, но той хладнокръвно убива собствения си син. Тъй като Елън и Корт са единствените останали бойци, Ирод им нарежда да се бият, заплашвайки да ги убие лично, ако откажат. Когато Корт и Елън се изправят лице в лице, Корт я застрелва и Елън е обявена за мъртва от Док Уолъс. Корт, в гняв, изисква незабавно да се бие с Ирод, но той отлага дуела за зори на следващия ден. През нощта един от хората на Ирод чупи дясната ръка на Корт, но Корт е готов да стреля и с лявата си ръка. Ирод се страхува от този дуел и тайно нарежда на своите привърженици да убият Корт, ако спечели.
Когато дуелът започва, няколко сгради експлодират, включително къщата на Ирод и часовниковата кула, а Елън излиза от дима и пламъците, симулирала собствената си смърт с помощта на Корт и Док. Корт убива останалите от бандата на Ирод, докато Елън се изправя срещу Ирод, разкривайки самоличността си и хвърляйки значката на баща си в краката му. Ирод ранява Елън, но тя го застрелва и го довършва с куршум в окото. След като хвърля шерифската значка на Корт, тя казва: „Законът е отново в града“, след което се отдалечава на кон.

## Списък на дуелите
- „Хлапето“ срещу „шведа“ Гуцон (ранен), (жребий, дуел в 12:00)
- Индианецът „Пъстрия кон“ срещу Карлос Монтоя (ранен), (жребий, дуел от 13:00)
- Юджийн Дред срещу „Прост“ Диксън (убит), (жребий, дуел от 14:00)
- Клей Кантрел срещу Върджил Спаркс (ранен), (жребий, дуел от 15:00)
- „Белега“ срещу „Червения“ (убит), (жребий, дуел от 16:00)
- Корт срещу Фой (ранен), (предизвикателство, дадено от Фой, дуел в 17:00)
- Ирод срещу „Асото“ Ханлон (убит), (предизвикателство, дадено от Ирод, дуел в 18:00)
- Елън срещу „Кучето“ Кели (ранен), (предизвикателство, дадено от Кели, дуел в 19:00)
- Ирод срещу Клей Кантрел (убит), (предизвикателство, хвърлено от Ирод; втори ден на състезанието; промяна на правилата от Ирод – всички битки до смъртта на един от съперниците)
- „Хлапето“ срещу „Белега“ (убит), (жребий)
- Елън срещу Юджийн Дред (убит), (дуелът е неофициален, предизвикан от Елън, не насрочен)
- Корт срещу индианец „Пъстър кон“ (убит), (жребий)
- Ирод срещу „Хлапето“ (убит), (предизвикателството е хвърлено от „Хлапето“)
- Корт срещу Елън (инсценирана смърт на Елън), (жребий)
- Елън срещу Ирод (убит, Елън предизвикана). Промяна в първоначалния дуел Корт – Ирод (стрелба само с лява ръка, поради повредената дясна ръка при Корт).

## Актьорски състав
| Актьор             | Роля                                                       |
| ------------------ | ---------------------------------------------------------- |
| Шарън Стоун        | Елън „Лейди“ – младо момиче, което иска да отмъсти на Ирод |
| Джийн Хекман       | Джон Ирод – кмет на града                                  |
| Ръсел Кроу         | Корт – проповедник, бивш бандит                            |
| Леонардо ди Каприо | Фий „Хлапето“ Ирод – незаконен син на Ирод                 |
| Ланс Хенриксен     | „Асото“ Ханлон – стрелец, сериен убиец                     |
| Гари Синийс        | шериф – баща на Елън                                       |
| Скот Шпигел        | човекът със златните зъби                                  |
| Пат Хингъл         | собственик на бара                                         |
| Тобин Бел          | „Кучето“ Кели – стрелец                                    |
| Кевин Конуей       | Юджийн Дред – стрелец, педофил                             |
| Кийт Дейвид        | сержант Клей Кантрел – стрелец, наемен убиец               |
| Робъртс Блосъм     | Док Уолъс – лекар                                          |
| Марк Буун Джуниър  | „Белега“ – стрелец                                         |
| Свен-Оле Торсен    | „Шведа“ Гуцон – стрелец, шампион от Швеция                 |
| Дейвид Корнел      | „Прост“ Диксън – стрелец                                   |
| Уди Строуд         | Чарли „Лунната светлина“                                   |
| Брус Кембъл        | „Сватбена Шемп“                                            |

## Интересни факти
- Името „Бърз или мъртъв“ е свързано с Библията. Първо съборно послание на Свети апостол Петър, глава 4, стихове 4-5: „затова те се и чудят, че вие не припкате заедно с тях в същото прекомерно разпътство, и ви корят; те ще дадат отговор на Оногова, Който е готов да съди живи и мъртви“. Това означава, че „бързи“ са тези, които се движат бързо, тоест те са „живи“.
- По време на сцената, в която стрелците се записват за състезанието, „Лейди“ седи под табела, която гласи „Издирва се за изнасилване и убийство“. Миг по-късно зрителите могат да видят снимка на плакат и името на търсения мъж – Върджил Спаркс, един от стрелците, които току-що са се присъединили към състезанието.
- Този филм е последният за актьора Уди Строуд.
- Револверът с лошо качество, който Ирод купува от „Хлапето“ за Корт, е Colt Navy Model 1851, който е преработен за използване на метални патрони. Такива преработени пистолети са били често срещани по времето на Дивия Запад и са били популярни, тъй като могат да бъдат закупени за около една трета от цената на новите качествени пистолети като Colt Peacemaker, Remington New Army или Smith and Wesson Schofield.
- Това е първият филм, произведен в САЩ, с участието на австралийския актьор Ръсел Кроу. Шарън Стоун настоява за Кроу, а филмовото студио не е сигурно в този избор, тъй като Кроу бил напълно непознат за американската публика.
- Създателите на филма наемат много статисти от обикновени (дори не актьори) безработни в Тусон. Кастинг директорът Сесили Джордан казва, че имат нужда от „хора с милиони мили по лицата“.
- Първоначално ролята на „Хлапето“ е предложена на актьора Мат Деймън, но той я отказва.
- През 1994 г. освен този филм са заснети още дванадесет уестърна и затова екипът на филма се сблъсква с недостиг на костюми за герои от Дивия Запад.
- Когато „Лейди“ за първи път влиза в града, гробарят, намеквайки за нейния ръст, казва: „5 8? Прав ли съм? Никога не греша.“. Височината на Шарън Стоун наистина е 5′8′′ – пет фута и 8 инча (173 см).
- Първоначално Лиъм Нийсън е обмислен за ролята на Корт.
- Сцената на двубоя между „Лейди“ и Юджийн е снимана два дни и половина. Актьорът Кевин Конуей описва снимките по следния начин: „Тази сцена е може би най-трудната сцена, която съм правил в живота си“.
- Във филма героят на Ланс Хенриксен изпълнява каскада: той ловко скача от коня си и стреля по карта асо, държана от малко момиченце. Хенриксен, без да казва на никого, работи върху този трик в продължение на месец. Когато актьорът показа уменията си на снимачната площадка, режисьорът Сам Рейми е много доволен и включва сцената във финалната версия на филма.
- Между „Лейди“ и Корт е заснета любовна сцена, но Шарън Стоун и режисьорът Сам Рейми решават, че това не е задължителна част от историята. Сцената не е включена в американската версия на филма, но присъства в международната версия.
- Наградата в това кърваво „състезание“ през 1880 г. е 130 хиляди долара. През 2016 г. това се равнява на 2 897 746 долара и 88 цента.
- Актьорът Джонатан Гил е индианец от племето лакота.
- Шарън Стоун нарича целувката с Ръсел Кроу любимата си целувка на екрана. Но целувката с Ди Каприо я оставя напълно безразлична: „Беше почти толкова секси, колкото да целуваш собствената си ръка“.
- След като снимките приключват, Шарън Стоун купува коня на име „Магия“, който нейната героиня язди. Според актрисата тя „е яздила цял живот, но никога не е имала толкова красив кон“.
- Първоначално снимките трябва да започнат през октомври 1993 г., но са отложени, защото Кроу е зает с друг филм в Австралия. В резултат на това заснемането продължава от 21 ноември 1993 г. до 27 февруари 1994 г.
- Sony Pictures Entertainment не одобрява кандидатурата на Ди Каприо за ролята на „Хлапето“, а след това Шарън Стоун, която наистина хареса Лео в тази роля, плаща заплатата на Ди Каприо със собствени средства.
- Когато Шарън Стоун за първи път носи кожените панталони на своята героиня, те са толкова тесни, че актрисата не може дори да седне на стол, затова са ушити нови и по-широки. Но коженото яке на Шарън Стоун е оригинално от музея, и е на повече от 100 години.
- По време на снимките в Аризона, Шарън Стоун убеждава Ръсел Кроу да прекара коледната сутрин с нея в едно поделение на „Армията на спасението“, където раздават храна на бедните. След това актьорите посещават приют за деца, подложени на домашно насилие.
- Ел Рийд, който е нает като инструктор по оръжия, обучава актьорите в продължение на три месеца. Всички актьори трябва да се научат как бързо да нарисуват револвер. Тъй като Джийн Хекман е по-малко зает със снимките от другите, той има повече време за упражнения, така че той е най-бърз в тази операция.
- Имената на главния злодей „Ирод“ и на града „Изкупление“ (англ. Redemption) са умишлени алюзии към Библията. Всички злодеи трябва да понесат заслужено наказание и да „изкупят“ греховете си, а Ирод убива „Хлапето“, точно както библейският Ирод заповядва да убият всички деца, за да унищожат малкия Исус.
- За да наемат Джийн Хекман за филма, продуцентите трябва да сменят мястото на снимане от Дуранго (Мексико) в Тусон (Аризона, САЩ).
- Сценаристът Саймън Мур пише „Бърз или мъртъв“ в края на 1992 г. като почит към спагети уестърните на Серджо Леоне. Sony Pictures Entertainment купува сценария на Мур през май 1993 г. и се обръща към Шарън Стоун да изиграе главната роля през юли 1993 г. Тъй като Стоун също е и копродуцент, тя одобрява избора на Сам Рейми за режисьор. Освен това Стоун казва на продуцентите, че ако Рейми не режисира филма, тя няма да участва в него.
- За да остареят оръжията, използвани във филма, инструкторът Ел Рийд просто ги потапя в хлорна вода, за да ръждясва всичко. „Изглеждаха ръждясали и стари, но бяха чисто нови оръжия“, обясни Рийд. Рийд обръща специално внимание на малките детайли. Например никелираната обшивка и дръжките от слонова кост на жребчето на главния герой отговарят точно на онова време.